# Internazionali BNL d'Italia 2016
Giải quần vợt Ý Mở rộng 2016 (hay Rome Masters 2016 v2016 Internazionali BNL d'Italia 2016) là một giải quần vợt diễn ra trên sân đất nện ngoài trời tại Foro Italico ở Rome, Ý. Đây là mùa giải thứ 73 của Giải quần vợt Ý Mở rộng và được phân loại là một sự kiện ATP World Tour Masters 1000 trong ATP World Tour 2016 và một sự kiện Premier 5 trong WTA Tour 2016. Giải diễn ra từ 9–15 tháng 5 năm 2016.

## Điểm và tiền thưởng

### Điểm
| Sự kiện | VĐ   | CK  | BK  | TK  | 1/16 | 1/32 | 1/64 | Q  | Q2 | Q1 |
| Đơn nam | 1000 | 600 | 360 | 180 | 90   | 45   | 10   | 25 | 16 | 0  |
| Đôi nam | 1000 | 600 | 360 | 180 | 90   | 0    | —    | —  | —  | —  |
| Đơn nữ  | 900  | 585 | 350 | 190 | 105  | 60   | 1    | 30 | 20 | 1  |
| Đôi nữ  | 900  | 585 | 350 | 190 | 105  | 1    | —    | —  | —  | —  |

### Tiền thưởng
| Sự kiện | VĐ       | CK       | BK       | TK      | 1/16    | 1/32    | 1/64    | Q2     | Q1     |
| Đơn nam | €717.315 | €351.715 | €177.015 | €90.010 | €46.740 | €24.640 | €13.305 | €3.065 | €1.565 |
| Đơn nữ  | €432.100 | €215.950 | €107.860 | €49.680 | €24.630 | €12.645 | €6.500  | €3.620 | €1.860 |
| Đôi nam | €222.150 | €108.750 | €54.550  | €28.000 | €14.470 | €7.640  | —       | —      | —      |
| Đôi nữ  | €123.700 | €62.470  | €30.920  | €15.565 | €7.860  | €3.895  | —       | —      | —      |

## Vận động viên ATP

### Đơn

#### Hạt giống
| quốc gia | Tay vợt               | Xếp hạng1 | Hạt giống |
| -------- | --------------------- | --------- | --------- |
| SRB      | Novak Djokovic        | 1         | 1         |
| GBR      | Andy Murray           | 2         | 2         |
| SUI      | Roger Federer         | 3         | 3         |
| SUI      | Stan Wawrinka         | 4         | 4         |
| ESP      | Rafael Nadal          | 5         | 5         |
| JPN      | Kei Nishikori         | 6         | 6         |
| FRA      | Jo-Wilfried Tsonga    | 7         | 7         |
| CZE      | Tomáš Berdych         | 8         | 8         |
| ESP      | David Ferrer          | 9         | 9         |
| CAN      | Milos Raonic          | 10        | 10        |
| FRA      | Richard Gasquet       | 12        | 11        |
| BEL      | David Goffin          | 13        | 12        |
| AUT      | Dominic Thiem         | 14        | 13        |
| FRA      | Gaël Monfils          | 15        | 14        |
| ESP      | Roberto Bautista Agut | 17        | 15        |
| RSA      | Kevin Anderson        | 19        | 16        |

- Bảng xếp hạng tính đến ngày 2 tháng 5 năm 2016.

#### Vận động viên khác
Đặc cách:
- Salvatore Caruso
- Marco Cecchinato
- Paolo Lorenzi
- Lorenzo Sonego

Vượt qua vòng loại:
- Aljaž Bedene
- Íñigo Cervantes
- Damir Džumhur
- Ernests Gulbis
- Mikhail Kukushkin
- Stéphane Robert
- Filippo Volandri

Thua cuộc may mắn:
- Lucas Pouille

#### Bỏ cuộc
Trước giải đấu
- Marcos Baghdatis →replaced by  Nicolas Mahut
- Marin Čilić →replaced by  Andreas Seppi
- Juan Martín del Potro →replaced by  Vasek Pospisil
- Tommy Haas →replaced by  Borna Ćorić
- John Isner →replaced by  Juan Mónaco
- Martin Kližan →replaced by  Teymuraz Gabashvili
- Gilles Simon →replaced by  Albert Ramos-Viñolas
- Jo-Wilfried Tsonga (muscle strain) →replaced by  Lucas Pouille

Trong giải đấu
- Juan Mónaco

### Giải nghệ
- Bernard Tomic (cúm)

### Đôi

#### Hạt giống
| quốc gia | Tay vợt               | quốc gia | Tay vợt        | Xếp hạng1 | Hạt giống |
| -------- | --------------------- | -------- | -------------- | --------- | --------- |
| FRA      | Pierre-Hugues Herbert | FRA      | Nicolas Mahut  | 7         | 1         |
| CRO      | Ivan Dodig            | BRA      | Marcelo Melo   | 11        | 2         |
| NED      | Jean-Julien Rojer     | ROU      | Horia Tecău    | 11        | 3         |
| GBR      | Jamie Murray          | BRA      | Bruno Soares   | 11        | 4         |
| Hoa Kỳ   | Bob Bryan             | Hoa Kỳ   | Mike Bryan     | 15        | 5         |
| IND      | Rohan Bopanna         | ROU      | Florin Mergea  | 24        | 6         |
| AUT      | Alexander Peya        | SRB      | Nenad Zimonjić | 40        | 7         |
| CAN      | Vasek Pospisil        | Hoa Kỳ   | Jack Sock      | 42        | 8         |

- Bảng xếp hạng tính đến ngày 2 tháng 5 năm 2016.

#### Vận động viên khác
Đặc cách:
- Andrea Arnaboldi /  Alessandro Giannessi
- Fabio Fognini /  Andreas Seppi

Thay thế:
- Dominic Inglot /  Fabrice Martin

#### Bỏ cuộc
Trước giải đấu
- Pierre-Hugues Herbert (chấn thương đầu gối)

### Giải nghệ
- Kevin Anderson (muscle strain)

## Vận động viên WTA

### Đơn

#### Hạt giống
| quốc gia | Tay vợt              | Xếp hạng1 | Hạt giống |
| -------- | -------------------- | --------- | --------- |
| Hoa Kỳ   | Serena Williams      | 1         | 1         |
| GER      | Angelique Kerber     | 3         | 2         |
| ESP      | Garbiñe Muguruza     | 4         | 3         |
| BLR      | Victoria Azarenka    | 5         | 4         |
| CZE      | Petra Kvitová        | 6         | 5         |
| ROU      | Simona Halep         | 7         | 6         |
| ITA      | Roberta Vinci        | 8         | 7         |
| ESP      | Carla Suárez Navarro | 11        | 8         |
| RUS      | Svetlana Kuznetsova  | 12        | 9         |
| CZE      | Lucie Šafářová       | 13        | 10        |
| SUI      | Timea Bacsinszky     | 15        | 11        |
| Hoa Kỳ   | Venus Williams       | 16        | 12        |
| SRB      | Ana Ivanovic         | 17        | 13        |
| ITA      | Sara Errani          | 18        | 14        |
| UKR      | Elina Svitolina      | 19        | 15        |
| CZE      | Karolína Plíšková    | 20        | 16        |

- Bảng xếp hạng tính đến ngày 2 tháng 5 năm 2016.

#### Vận động viên khác
Đặc cách:
- Claudia Giovine
- Karin Knapp
- Francesca Schiavone

Vượt qua vòng loại:
- Kiki Bertens
- Mariana Duque Mariño
- Julia Görges
- Johanna Larsson
- Christina McHale
- Monica Puig
- Alison Riske
- Heather Watson

#### Bỏ cuộc
Trước giải đấu
- Belinda Bencic (chấn thương lưng dưới) →thay bởi Teliana Pereira
- Camila Giorgi (chấn thương lưng) →thay bởi Caroline Garcia
- Sloane Stephens →thay bởi Tímea Babos
- Caroline Wozniacki (chấn thương mắt cá phải) →thay bởi Yanina Wickmayer

### Đôi

#### Hạt giống
| quốc gia | Tay vợt               | quốc gia | Tay vợt             | Xếp hạng1 | Hạt giống |
| -------- | --------------------- | -------- | ------------------- | --------- | --------- |
| SUI      | Martina Hingis        | IND      | Sania Mirza         | 2         | 1         |
| Hoa Kỳ   | Bethanie Mattek-Sands | CZE      | Lucie Šafářová      | 8         | 2         |
| HUN      | Tímea Babos           | KAZ      | Yaroslava Shvedova  | 16        | 3         |
| CZE      | Andrea Hlaváčková     | CZE      | Lucie Hradecká      | 21        | 4         |
| FRA      | Caroline Garcia       | FRA      | Kristina Mladenovic | 22        | 5         |
| TPE      | Chiêm Vịnh Nhiên      | GER      | Anna-Lena Grönefeld | 34        | 6         |
| RUS      | Ekaterina Makarova    | RUS      | Elena Vesnina       | 39        | 7         |
| GER      | Julia Görges          | CZE      | Karolína Plíšková   | 40        | 8         |

- Bảng xếp hạng tính đến ngày 2 tháng 5 năm 2016.

#### Vận động viên khác
Đặc cách:
- Claudia Giovine /  Angelica Moratelli
- Karin Knapp /  Francesca Schiavone
- Svetlana Kuznetsova /  Anastasia Pavlyuchenkova
- Serena Williams /  Venus Williams

## Nhà vô địch

### Đơn nam
- Andy Murray đánh bại  Novak Djokovic, 6–3, 6–3

### Đơn nữ
- Serena Williams đánh bại  Madison Keys, 7–6(7–5), 6–3

### Đôi nam
- Bob Bryan /  Mike Bryan đánh bại  Vasek Pospisil /  Jack Sock, 2–6, 6–3, [10–7]

### Đôi nữ
- Martina Hingis /  Sania Mirza đánh bại  Ekaterina Makarova /  Elena Vesnina, 6–1, 6–7(5–7), [10–3]